# أليكس هاوس
أليكس هاوس هو ممثل كندي، ولد في 11 ديسمبر 1986 في كندا.

## وصلات خارجية
- أليكس هاوس على موقع IMDb (الإنجليزية)
- أليكس هاوس على موقع قاعدة بيانات الفيلم (الإنجليزية)
- أليكس هاوس على موقع ANN person (الإنجليزية)